# Philippe Savoie
Philippe Savoie, né le 21 octobre 1954, est un historien français, professeur retraité d'histoire contemporaine à l'École normale supérieure de Lyon, spécialiste de l'histoire de l'éducation et de l'enseignement secondaire en France au XIXe siècle, chercheur au Laboratoire de recherche historique Rhône-Alpes (LARHRA, UMR 5190) et membre du Service d'histoire de l'éducation de l'Institut français de l'éducation.

## Biographie
Agrégé d'histoire (1977) et docteur en histoire (1982), , Philippe Savoie a été 13 ans enseignant dans le secondaire. Il est habilité à diriger les recherches (2008),.
Il est rédacteur en chef de la revue Histoire de l'éducation (depuis 2004), et directeur-adjoint du Service d'histoire de l'éducation de 2000 à 2010, puis nommé directeur en 2011, et dirige l'équipe « Histoire de l'éducation » depuis l'intégration au LARHRA de l'ancien Service d'histoire de l'éducation à l'Institut français de l'éducation de l'ENS-Lyon (depuis janvier 2012).
Actuellement, spécialiste de l'histoire contemporaine de l'éducation, il poursuit sa recherche comme enseignant-chercheur en histoire contemporaine à l'École normale supérieure de Lyon (depuis 2011).

### Membre des comités scientifiques
Philippe Savoie est membre des comités scientifiques ou de lecture des revues suivantes :
- Paedagogica Historica. International Journal of the History of Education (Belgique, Royaume-Uni)
- Historical Studies in Education/Revue d'histoire de l'éducation (Canada)
- History of Education & Childhood Literature (Italie)
- Revue française de pédagogie
- Carrefours de l'éducation

Il est aussi ancien membre (2002-2008) du comité exécutif de l'Association internationale pour l'histoire de l'éducation (ISCHE, International Standing Conférence for the History of Education), et est membre du Comité Lavoisier de l'Académie des sciences.

## Publications

### Ouvrages
- Philippe Savoie, La construction de l'enseignement secondaire (1802-1914) : Aux origines d'un service public, Lyon, ENS Éditions, 2013, 502 p. (lire en ligne) (Compte-rendu)
- Philippe Savoie, Les enseignants du secondaire. XIXe – XXe siècles. Le corps, le métier, les carrières. Textes officiels, Tome 1 : 1802-1914. Paris, INRP/Economica, 2000, 751 p.

### Ouvrage en collaboration
- Frédéric Abécassis (dir.), Pierre Caspard (dir.), Jean-Noël Luc (dir.) et Philippe Savoie (dir.), Lycées, lycéens, lycéennes : deux siècles d'histoire, Paris, Institut national de recherche pédagogique, coll. « Bibliothèque Historique de l'Éducation » (no 28), 2005, 504 p. (ISBN 2-7342-1017-7, lire en ligne [PDF])

### Articles
Auteur de plusieurs articles scientifiques, dont :
- Philippe Savoie, « Offre locale et engagement de l'État. Les enseignements technique et primaire supérieur à Nancy et les conditions de leur évolution sous la Troisième République », Histoire de l'éducation, Institut National de Recherche Pédagogique, vol. 66, no 1,‎ 1995, p. 47-83 (ISSN 0221-6280, lire en ligne)
- Philippe Savoie, « Quelle histoire pour le certificat d'études ? », Histoire de l'éducation, no 85,‎ janvier 2000, p. 49-72 (lire en ligne).